# Modou Barrow
Modou "Mo" Barrow (Banjul, 13 oktober 1992) is een Gambiaans-Zweeds voetballer die doorgaans als vleugelspeler speelt. Hij verruilde Swansea City in augustus 2017 voor Reading. Barrow debuteerde in 2015 in het Gambiaans voetbalelftal.

## Clubcarrière
Barrow werd geboren in Banjul, de hoofdstad van Gambia. Op elfjarige leeftijd stierf zijn moeder. Hij trok samen met zijn vier broers en vader naar Zweden. In Zweden voetbalde de vleugelspeler in de jeugd bij FC Östers en Mjölby AI. Hij speelde in het eerste elftal van Mjölby AI, Mjölby Södra IF, IFK Norrköping, Varbergs BoIS en Östersunds FK. In negentien competitiewedstrijden maakte hij tien doelpunten voor Östersunds FK in de Superettan, het tweede niveau in Zweden. Op 30 augustus 2014 werd Barrow verkocht aan Swansea City. Op 9 november 2014 debuteerde hij in de Premier League in de thuiswedstrijd tegen Arsenal. Hij viel na 67 minuten in voor Marvin Emnes. Enkele minuten eerder was Arsenal op voorsprong gekomen via Alexis Sánchez. Met Barrow in de gelederen kwam Swansea City tweemaal tot scoren via Gylfi Sigurðsson en Bafétimbi Gomis (2–1 winst). Op 3 januari 2015 maakte de Gambiaan zijn eerste doelpunt voor The Swans in de FA Cup tegen Tranmere Rovers. In maart 2015 werd hij voor anderhalve maand uitgeleend aan Nottingham Forest. In augustus 2015 werd Barrow voor drie maanden verhuurd aan Blackburn Rovers, de nummer 9 in de Championship in het voorgaande seizoen. Swansea haalde hem een maand later vervroegd terug.

## Clubstatistieken
| Seizoen | Club                | Land     | Competitie     | Wed. | Doelp. |
| ------- | ------------------- | -------- | -------------- | ---- | ------ |
| 2012    | IFK Norrköping      | Zweden   | Allsvenskan    | 7    | 0      |
| 2013    | Varbergs BoIS       | Zweden   | Superettan     | 30   | 2      |
| 2014    | Östersunds FK       | Zweden   | Superettan     | 19   | 10     |
| 2014/15 | Swansea City        | Engeland | Premier League | 11   | 0      |
| 2014/15 | → Nottingham Forest | Engeland | Championship   | 4    | 0      |
| 2015/16 | Swansea City        | Engeland | Premier League | 22   | 1      |
| 2015/16 | → Nottingham Forest | Engeland | Championship   | 4    | 0      |
| 2016/17 | Swansea City        | Engeland | Premier League | 18   | 0      |
| 2016/17 | → Leeds United      | Engeland | Championship   | 5    | 0      |
| 2017/18 | Reading FC          | Engeland | Championship   | 41   | 10     |
| 2018/19 | Reading FC          | Engeland | Championship   | 35   | 4      |
| 2019/20 | Reading FC          | Engeland | Championship   | 1    | 0      |
| 2019/20 | → Denizlispor       | Turkije  | Süper Lig      | 24   | 3      |
| Totaal  | Totaal              | Totaal   | Totaal         | 221  | 31     |